# Ana Maria Machado
Ana Maria Machado (Rio de Janeiro, 24. prosinca 1941.), brazilska je spisateljica za djecu, novinarka i slikarica, dobitnica ugledne Nagrade Hans Christian Andersen i predsjednica žirija za dodjelu iste. Članica je Brazilske književne akademije od 2003. godine.
Karijeru je započela kao slikarica u rodnom Riju i New Yorku. Bila je novinarka Ellea u Parizu i dopisnica BBC-a u Londonu. Studirala je romanske jezike, a doktorirala pod mentorstvom Rolanda Barthesa na pariškom Sveučilištu književnosti i znanosti. Godine 1979. otvorila je prvu knjižaru specijaliziranu za dječju književnost u Brazilu.

## Vanjske poveznice
|  | Zajednički poslužitelj ima još gradiva o temi Ana Maria Machado |